# Ministério da Juventude e Desportos (Angola)
| Ministério da Juventude e Desportos |                                   |
| Luanda, LU www.minjud.gov.ao        |                                   |
| Criação                             | 11 de fevereiro de 1989 (36 anos) |
| Atual ministro                      | Rui Luís Falcão Pinto de Andrade  |

O Ministério da Juventude e Desportos (MINJUD)  é um órgão do Governo da República de Angola responsável pelas áreas da juventude e do desporto.
Trabalha para construir uma política nacional de esporte. Além de desenvolver o esporte de alto rendimento, o ministério trabalha ações de inclusão social por meio do esporte, garantindo à população angolana o acesso gratuito à prática esportiva, qualidade de vida e desenvolvimento humano. Estabelece e executa os princípios e diretrizes das políticas públicas de juventude.

## Histórico
O ministério tem suas raízes em 1976 com a criação da Direcção Geral da Educação Física e Desporto (DGEFD), sob supervisão do Ministério da Educação. Foi substituído, em agosto de 1977, pelo Conselho Superior de Educação Física e Desporto (CSEFD). Este CSEFD foi substituído, em 4 de julho de 1979, pela Secretaria de Estado para Educação Física e Desporto (SEEFD), pela primeira vez autónoma. No período da SEEFD foi ministro por 10 anos o ex-atleta e cantor Ruy Mingas, período de pujante desenvolvimento no desporto de Angola.
Foi transformado em pasta ministerial em 11 de fevereiro de 1989.

### Lista de ministros
| Ministro                         | Início | Fim      |
| -------------------------------- | ------ | -------- |
| Ruy Mingas                       | 1979   | 1989     |
| Marcolino Moco                   | 1989   | 1992     |
| Osvaldo Van-Dúnem                | 1992   | 1992     |
| Justino José Fernandes           | 1992   | 1994     |
| José da Rocha Sardinha de Castro | 1994   | 1999     |
| José Marcos Barrica              | 1999   | 2008     |
| Manuel Gonçalves Muandumba       | 2008   | 2017     |
| Albino da Conceição José         | 2017   | 2017     |
| Ana Paula Sacramento Neto        | 2017   | 2022     |
| Palmira Barbosa                  | 2022   | 2024     |
| Rui Luís Falcão Pinto de Andrade | 2024   | Presente |